# Base (bàsquet)

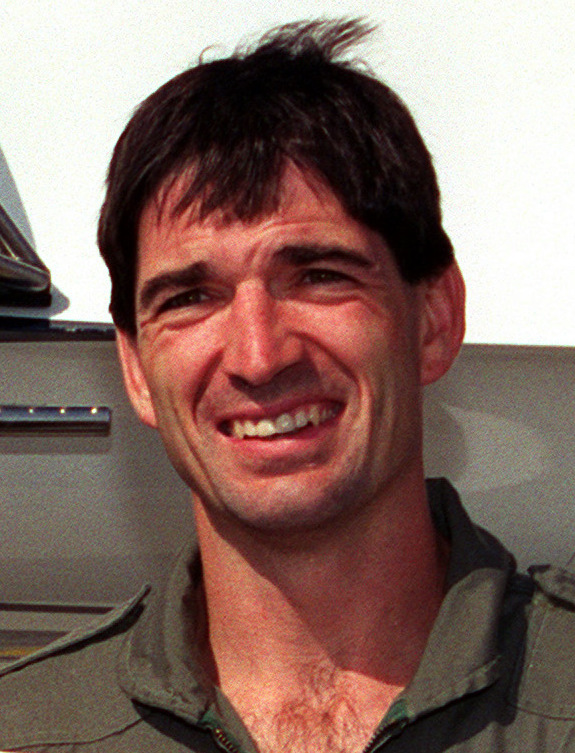
John Stockton és considerat un dels millors bases purs de la història de l'NBA

Un base (en anglès point guard) és aquell jugador de bàsquet que puja la pilota fins al camp contrari i dirigeix el joc d'atac del seu equip, manant el sistema de joc. Les seves característiques són un bon control de la pilota, bona visió de joc, capacitat de donar bones passades, bona velocitat i un bon tir exterior.
Tot i que feia uns anys el base era com un entrenador a la pista, en l'actualitat, el base s'encarrega principalment de la penetració a cistella i de l'anotació exterior deixant de banda el dirigir el joc.

## Millors bases de la història[1]
- Magic Johnson (Los Angeles Lakers)
- Oscar Robertson (Cincinnati Royals)
- Jerry West (Los Angeles Lakers)
- Stephen Curry (Golden State Warriors)
- John Stockton (Utah Jazz)
- Isiah Thomas (Detroit Pistons)
- Chris Paul (Phoenix Suns)
- Steve Nash (Phoenix Suns)
- Bob Cousy (Boston Celtics)
- Jason Kidd (NJ Nets)